# フェアボール
フェアボール（英: fair ball）は、野球において打者の打球がフェア地域に入ったもののことである。日本では、単に「フェア」と略されることが多い。

## 定義
野球のフィールドは、本塁から一塁および本塁から三塁を通って外野フェンスに至る2本の線（ファウルライン）で区切られており、このうち捕手以外の守備側の選手や各塁が存在する側をフェア地域（フェアグラウンド）、それ以外をファウル地域（ファウルグラウンド）と呼ぶ。ファウルライン上はフェア地域である。一塁と三塁は、ファウル地域側にはみ出さないように置くことが定められている。
フェアボールとは、打者が打った打球がファウルボールの宣告を受けておらず、かつ次のようになったものをいう。
- 本塁と一塁または三塁の間のフェア地域に静止したもの
- 一塁または三塁の近くを地面でバウンドしながら外野へ越えていく際に、一塁または三塁の上方かそれよりもフェア地域側を通過したもの
  - 先に一塁または三塁を越えていないファウル地域でバウンドした打球でも、一塁または三塁を越える前にフェア地域に戻ってきた場合は、フェアボールである。打球が外野に到達しなければ、ボールが動いている間はフェアボールなのかファウルボールなのかが確定しない。
- 最初に落下した地点が、一・二塁を結ぶ線上、二・三塁を結ぶ線上、もしくは、一塁または三塁を越えたフェア地域であるもの
- 一塁・二塁・三塁に触れたもの
- フェア地域内（フェア地域の上空も含む）で、プレイヤー、審判員に触れたもの（この場合、触れた瞬間の打球の位置を判断基準とする。プレイヤーや審判員の位置を判断基準としてはならない）
- 飛球の状態でフェンスを越えていくときに、フェア地域の上空を通過したもの（ファウルポールおよびネットに当たった打球も含まれ、これを本塁打という）

打球がこれらの状態になれば審判員は直ちに打球に対してフェアボールの判定を行う。一度フェアボールと判定されれば、その後打球が一・三塁後方のファウル地域へ転がっていったとしても、フェアボールである。また、いかなる打球もファウルボールの宣告がなされるまではフェアボールであると推定され、その間はボールインプレイである。
フェア地域内で捕手が外したマスクや打者が投げ捨てたバットなど、地面以外のものに打球が触れたときはボールインプレイである（ただし、打者が打球の進路を故意に変える意図があったと審判員が判断すれば、打者は守備妨害でアウトになる）。
以上の定義は公認野球規則に定められている（定義25 FAIR BALL「フェアボール」）。

## 概要
審判員がフェアボールの判定を行う際は、人差し指1本または手のひらでフェア地域の方を指し示すジェスチャーか、セーフのジェスチャーをフェアグラウンドへ向けて行う。現在は人差し指1本でフェア地域を指し示すジェスチャーで判定を行うのが一般的であり、セーフのジェスチャーでの判定はあまり行われなくなったが、野手がフェアボールの飛球を直接捕球できなかった場合（直接捕球かどうか疑わしい時のみ）はセーフのジェスチャーをして「ノーキャッチ」と宣告する。なお「ノーキャッチ」は「フェア」の宣告も兼ねている（ファウルボールと判定した場合は「ファウルボール」を宣告）。
以前はジェスチャーとともに「フェア」と発声していたが、現在審判員がフェアを判定する際は、発声せずにジェスチャーのみでジャッジを行うこととされている。これは、「フェア」と「ファウル」の音が似ているため、審判員の発声を聞いてフェアボールかファウルボールかをプレーヤーが判断できない、または聞き間違えて混乱を招く恐れがあるからである。そのため、審判員が無発声（ノーボイス）の場合はフェアボール、発声した場合はファウルボールとするようになった。
打球がフェアボールである場合は、打球または送球が観客席に入ったり、審判員がタイムをかけたりするなどしてボールデッドとならない限り、ボールインプレイである。

### 規則適用上の注意点
打球が一度本塁と一塁または三塁の間のフェア地域でバウンドしても、そのまま静止するか、一塁または三塁を越えるか、プレーヤーなどに触れない限りはフェアボールとはならない。審判員によりフェアボールと判定された打球は、その後ファウル地域へ転がり出てもフェアボールである。例えば本塁・三塁間の真上に飛球が打ちあがり、野手が飛球に触れたが捕球できずに落とした場合では、野手が触れた際の打球の位置がフェア地域（ファウルラインの直上かそれよりフェア地域側）の上空ならば、その後初めて地面に落下した地点がファウル地域であっても、フェアボールである。

### 判定困難な打球
ベースやファウルライン等の設備に触れている打球は判定が容易であるが、基準点から離れた上空にある打球は人間の目での判定が困難であり、しばしば物議を醸す。
- ファウルポールの上空付近を通過した打球：2020年8月19日のクリーブランド・インディアンス[3]等
- フェアグランドで弾んだ後、三塁ベース上空付近を通過し、レフトファウルグラウンドに落下した打球：2015年7月2日のアトランタ・ブレーブス等[4]